# 高橋圭子
高橋 圭子（たかはし けいこ、6月6日 - ）は、元岡山放送のアナウンサー。

## 来歴
広島県福山市出身。関西学院大学商学部卒業。大学在学時には関西のアナウンススクールに通っていた。
大学を卒業後、2007年に岡山放送に入社。アナウンサー時代には自社製作番組のほか、『めざましテレビ公認 わがまま!気まま!旅気分』や『めざましテレビ』などのフジテレビ系全国ネット番組に出演することもあった。また岡山放送がアナログ放送を行っていた頃には、アナウンス業務と並行して地上デジタル放送推進大使も務めていた。
岡山放送在籍中の2012年に結婚した。そして妊娠したのを機に家庭に入るため、2013年3月に同局を退社した。
その後は長らくテレビ出演していなかったが、12年後の2025年3月からRSKテレビの『情報プラス』にレギュラー出演している。また同番組への出演開始に伴い、RSK山陽放送公式サイト内に高橋のプロフィールページが設けられた。

## 担当番組
脚注の無いデータは、本人が岡山放送退社時にブログに記した内容からの参考。
- OHKスーパーニュース（岡山放送） - 天気コーナー担当、「手話が語る福祉」担当、キャスター
- 温★時間 → 温たいむ（岡山放送）
- FNNスピーク ローカルパート（岡山放送）[高橋 7]
- ニョッキン7+th（岡山放送） - リポーター[1]。番組とサークルKサンクスのコラボレーションコンビニ弁当のCMにも出演[高橋 8]。
- OHKてれび時評（岡山放送）
- 金曜G7（岡山放送）
- 情報プラス（RSKテレビ） - MC（2025年3月 - ）[6]

### 本人発信の一次資料出典
1. ↑  高橋圭子 (2010年5月13日). “バレーボール部”. 高橋圭子ブログ.   岡山放送. 2010年5月16日時点のオリジナルよりアーカイブ。2025年6月3日閲覧。
2. 1 2 3  “プロフィール”. 高橋圭子ブログ.   岡山放送. 2009年2月14日時点のオリジナルよりアーカイブ。2025年6月3日閲覧。
3. 1 2 3 4  高橋圭子 (2012年3月27日). “岡山香川の皆様。”. 高橋圭子ブログ.   岡山放送. 2013年4月9日時点のオリジナルよりアーカイブ。2025年6月3日閲覧。
4. ↑  “高橋 圭子”. RSKアナウンサー・パーソナリティ プロフィール.   RSK山陽放送. 2025年6月3日閲覧。
5. ↑  高橋圭子 (2010年3月11日). “地デジ推進大使”. 高橋圭子ブログ.   岡山放送. 2010年3月14日時点のオリジナルよりアーカイブ。2025年6月3日閲覧。
6. ↑  高橋圭子 [@takahashikeikom66] (2025年3月21日). "退職して以来なので、干支が一周回って12年ぶり。". Instagramより2025年6月3日閲覧。
7. ↑  “プロフィール”. 高橋圭子ブログ.   岡山放送. 2009年8月23日時点のオリジナルよりアーカイブ。2025年6月3日閲覧。
8. ↑  高橋圭子 (2011年10月21日). “ニョッキンTONTON弁当いよいよ発売！”. 高橋圭子ブログ.   岡山放送. 2011年10月31日時点のオリジナルよりアーカイブ。2025年6月3日閲覧。

### 上記以外の出典
1. 1 2  “OHK高橋圭子アナ”. K.G岡山支部のブログ「風に思う」.   関西学院同窓会岡山支部 (2010年6月21日). 2025年6月3日閲覧。
2. ↑  “先輩アナウンサーの進路”.   Be関西アナウンススクール. 2015年6月13日時点のオリジナルよりアーカイブ。2025年6月3日閲覧。
3. ↑  “元岡山放送 高橋圭子アナからコメント頂きましたっ！”. Beスクールのブログ (2013年12月9日). 2025年6月3日閲覧。
4. ↑  “テレビ放映のお知らせ（BSフジ・OHKなど）”. 新着ニュース.  岡山大学 (2010年10月4日). 2025年6月3日閲覧。
5. ↑  “高橋圭子のTV出演情報”. ORICON NEWS. 2025年6月3日閲覧。
6. 1 2  相田翔吾 [@shogo_aida] (2025年3月30日). "そして #情報プラス 新MC #高橋圭子 さん 明日の午前11時20分に初登場‼️". X（旧Twitter）より2025年6月3日閲覧。